# Джонсон, Джейми
Джейми Джонсон (англ. Jamey Johnson) — американский кантри-певец и автор-исполнитель. Лауреат нескольких наград, в том числе от Academy of Country Music (за песню «Give It Away») и Country Music Association (за песню «In Color»).

## Биография
Родился 14 июля 1975 года в городе Энтерпрайз, штат Алабама (США). С первых лет был под влиянием таких кантри-исполнителей, как Alabama и Алан Джексон.
С 1995 по 2003 год служил в морской пехоте.

## Дискография
Дискография Джейми Джонсона включает, в том числе, следующие релизы:
Студийные альбомы
- They Call Me Country (2002)
- The Dollar (2006)
- That Lonesome Song (2008)
- The Guitar Song (2010)
- Living for a Song: A Tribute to Hank Cochran (2012)

Мини-альбомы
- The Christmas Song (EP) (2014)

## Награды и номинации
| Год  | Номинируемая работа              | Категория                                                                                        | Результат |
| ---- | -------------------------------- | ------------------------------------------------------------------------------------------------ | --------- |
| 2007 | Academy of Country Music         | Song of the Year — Give It Away                                                                  | Победа    |
| 2007 | Country Music Association        | Song of the Year — «Give It Away»                                                                | Победа    |
| 2009 | 51-я церемония «Грэмми»          | Best Country Album — That Lonesome Song                                                          | Номинация |
| 2009 | 51-я церемония «Грэмми»          | Best Country Song — «In Color»                                                                   | Номинация |
| 2009 | 51-я церемония «Грэмми»          | Best Male Country Vocal Performance — «In Color»                                                 | Номинация |
| 2009 | Academy of Country Music         | Song of the Year — «In Color»                                                                    | Победа    |
| 2009 | Academy of Country Music         | Top New Male Artist                                                                              | Номинация |
| 2009 | Academy of Country Music         | Top Album of the Year — That Lonesome Song                                                       | Номинация |
| 2009 | Country Music Association        | Song of the Year — «In Color»                                                                    | Победа    |
| 2009 | Country Music Association        | Single of the Year — «In Color»                                                                  | Номинация |
| 2009 | Country Music Association        | New Artist of the Year                                                                           | Номинация |
| 2009 | Country Music Association        | Album of the Year — That Lonesome Song                                                           | Номинация |
| 2010 | 52-я церемония «Грэмми»          | Best Country Song — «High Cost of Living»                                                        | Номинация |
| 2010 | 52-я церемония «Грэмми»          | Best Male Country Vocal Performance — «High Cost of Living»                                      | Номинация |
| 2010 | Academy of Country Music         | Top New Solo Vocalist                                                                            | Номинация |
| 2010 | Country Music Association Awards | Musical Event — «Bad Angel» (with Dierks Bentley and Miranda Lambert)                            | Номинация |
| 2011 | 53-я церемония «Грэмми»          | Best Male Country Vocal Performance — «Macon»                                                    | Номинация |
| 2011 | 53-я церемония «Грэмми»          | Best Country Collaboration with Vocals — «Bad Angel» (вместе с Dierks Bentley и Miranda Lambert) | Номинация |
| 2011 | 53-я церемония «Грэмми»          | Best Country Album — The Guitar Song                                                             | Номинация |
| 2013 | 55-я церемония «Грэмми»          | Best Country Album — Living for a Song: A Tribute to Hank Cochran                                | Номинация |